# 傑拉德·喬伊斯
傑拉德·法蘭西斯·「杰瑞」·喬伊斯 (Gerald Francis "Jerry" Joyce，1956年11月28日—)，是任職於沙克研究所的生物學教授和研究人员，並在諾華公司研究基金會遺傳學研究所擔任主任。 他最出名的是他在體外培養技術上的革命性進展。他發現第一個DNA去氫酶(deoxyribozyme)並用於開發第一個自我複製的RNA酶  和其他用於了解生命起源的研究工作。

## 生平
1978年，喬伊斯在芝加哥大学取得藝術學士。1984年，在聖地牙哥加利福尼亞大學，完成了他的醫學學位和哲學博士。 1985年至1989年，他在索尔克研究所擔任博士後研究員和高级研究顧問，1989年加入斯克里普斯研究所。 2001年，喬伊斯成為美國國家科學院院士，分別在美國文理科學院(2011年)和 美國國家學院醫學研究所 (2014年)任職。2016年起，他在斯克里普斯研究所擔任教授，2006年到2011年，他在斯克里普斯研究所擔任學院院長，期间，他協助在佛罗里达州木星市，設立第二校區。另外喬伊斯自1996年就擔任科學諮詢委員會的主席。
2005年，喬伊斯獲得由國際生命之源研究社群(the International Society for the Study of the Origin of Life, ISSOL)所頒發的尤里獎。2009年, 喬伊斯的實驗室成為世界上第一個，能夠在體外製造出具備自我複製、指數成長且持續進化的RNA酶。

## 獲獎紀錄
- 1994年，分子生物学領域，國家科學學院獎(NAS)。
- 1995年，辉瑞酶化学奖(Pfizer Award)。
- 1997年，Herbert W.Dickerman 獎。
- 1997年，Hans Sigrist 獎。
- 2005年，尤里(H. C. Urey)獎。
- 2010年，Stanley Miller 獎章

## 外部連結
- 喬伊斯的研究摘要 （页面存档备份，存于）
- 傑拉德*喬伊斯的檔案 （页面存档备份，存于）
- 喬伊斯的尤里獎獎章
- 位於斯克里普斯研究所 （页面存档备份，存于）的喬伊斯實驗室 （页面存档备份，存于）
- 傑拉德*喬伊斯 （页面存档备份，存于）在沙克研究所生物学研究所 （页面存档备份，存于）